# Lusapho April
Lusapho Lesly April (Uitenhage, 24 mei 1982) is een Zuid-Afrikaanse atleet, die is gespecialiseerd in de marathon. Tweemaal nam hij deel aan de Olympische Spelen, maar bleef medailleloos.

## Biografie
In mei 2011 won April de marathon van Hannover in een tijd van 2:09.25. Op de Olympische Spelen van 2012 in Londen nam April deel aan de marathon. Na een val onderweg eindigde hij op de 43e plaats.
Ook in 2013 won April de marathon van Hannover, dit keer in een parcoursrecord van 2:08.32. Later dat jaar eindigde hij als derde op de marathon van New York.
Op de Olympische Spelen van 2016 in Rio de Janeiro verbeterde April zijn vorige resultaat met een 24e plaats op de marathon.

## Persoonlijke records
| Onderdeel      | Prestatie | Datum            | Plaats     |
| -------------- | --------- | ---------------- | ---------- |
| 10.000 m       | 30.25,13  | 26 augustus 2003 | Daegu      |
| 15 km          | 43.08     | 29 maart 2014    | Kopenhagen |
| 20 km          | 58.05     | 15 maart 2015    | New York   |
| halve marathon | 1:01.16   | 29 maart 2014    | Kopenhagen |
| marathon       | 2:08.32   | 5 mei 2013       | Hannover   |

## Palmares

### 20 km
- 2006: 18e WK in Debrecen - 59.09

### halve marathon
- 2007: 34e WK in Udine - 1:02.24
- 2014: 15e WK in Kopenhagen - 1:01.16
- 2015: 4e halve marathon van New York - 1:01.21

### marathon
- 2011:  marathon van Hannover – 2:09.25
- 2012: 43e OS - 2:19.00
- 2013:  marathon van Hannover – 2:08.32
- 2013:  marathon van New York – 2:09.45
- 2014: 15e Boston Marathon - 2:14.40
- 2014: 12e marathon van New York - 2:16.50
- 2015: 13e Boston Marathon - 2:16.25
- 2016:  marathon van Hannover – 2:11.27
- 2016: 24e OS - 2:15.24

### veldlopen (lange afstand)
- 2014: 42e WK – 38.59